# Il serpente a sonagli
Pour plus de détails, voir Fiche technique et Distribution.
Il serpente a sonagli est un giallo italien réalisé par Raffaello Matarazzo et sorti en 1935. Le film est désormais considéré perdu.
Le scénario est adapté de la pièce de théâtre éponyme créée par Edoardo Anton. Selon Angela Prudenzi, « on ne sait rien de ce film parce qu'aucune copie n'a survécu comme pour d'autres films du réalisateur, surtout dans les années 1930 », et sa perte définitive est également affirmée par Orio Caldiron. Les seules informations le concernant ne peuvent donc être déduites que des chroniques de l'époque ou des souvenirs de ceux qui y ont participé, comme Pagnani, qui en était le protagoniste, selon lequel il s'agissait d'une « tentative de cinéma giallo ».

## Synopsis

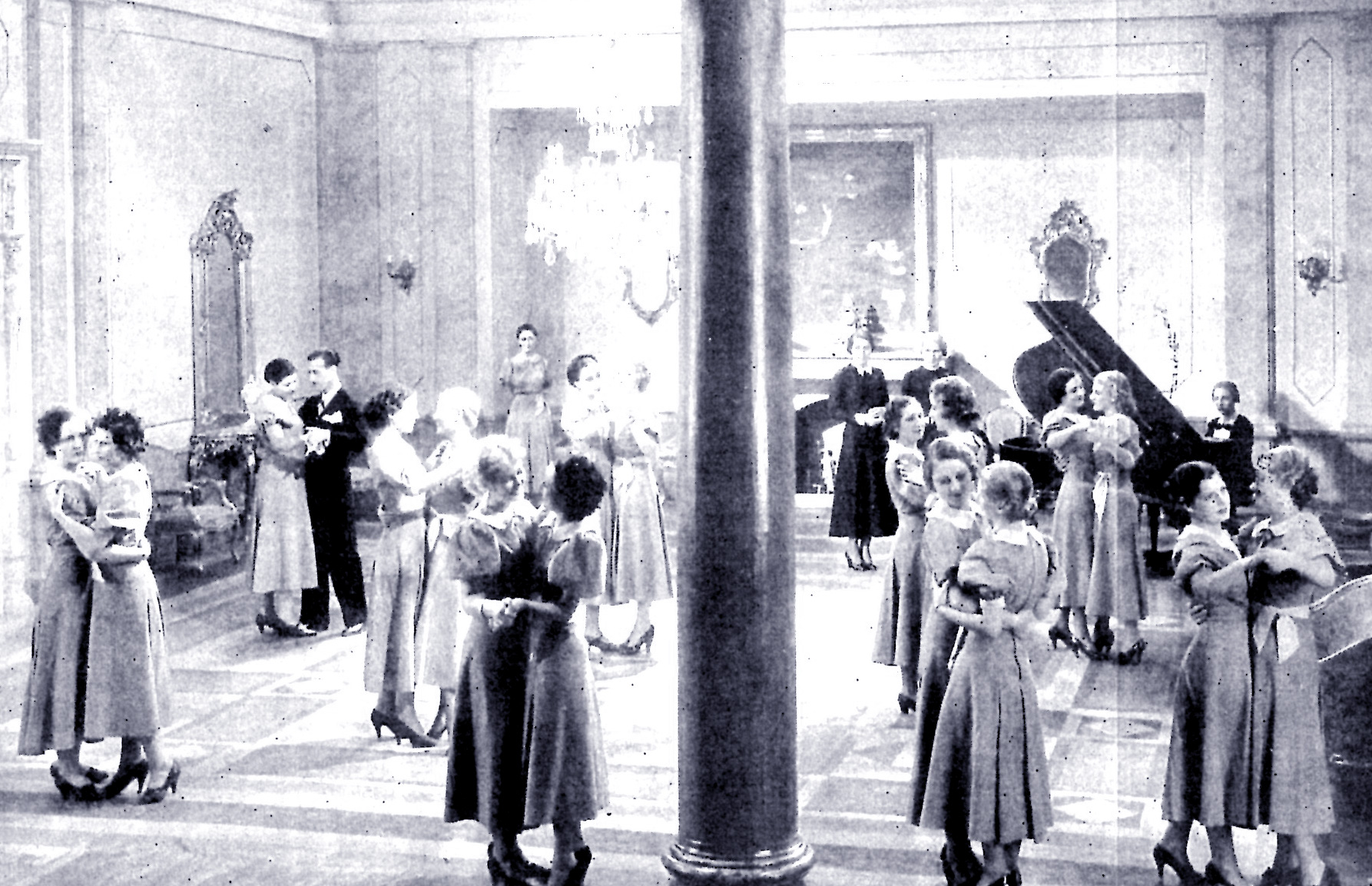
Une scène de danse du film.

Dans un austère pensionnat de jeunes filles, deux jeunes élèves volent une substance inquiétante à la pharmacie afin de l'administrer secrètement, en plaisantant, pendant la nuit à une gouvernante très stricte et mal aimée. Le lendemain matin, la femme est retrouvée empoisonnée et quelqu'un affirme avoir entendu un sifflement de serpent à sonnette dans sa chambre pendant la nuit.
Certains indices concentrent les soupçons sur les deux élèves, ceux qui s'étaient le plus opposés à la victime. Mais le jeune commissaire de police chargé de l'enquête n'est pas convaincu par cette hypothèse et veut approfondir les relations existant entre les différents pensionnaires de l'internat.
Ses idées finiront par l'emporter : non seulement il parviendra à résoudre le mystère en démasquant le vrai coupable par un habile stratagème, mais il trouvera aussi une épouse en la personne d'une des jeunes enseignantes.

## Fiche technique
- Titre original italien : Il serpente a sonagli[4] (litt. « Le serpent à sonnettes »)
- Réalisation : Raffaello Matarazzo
- Scénario : Guglielmo Giannini, Raffaello Matarazzo et Edoardo Anton d'après sa pièce.
- Photographie : Gioacchino Gengarelli
- Montage : Gilberto Bertocchi
- Musique : Ezio Carabella, Cesare A. Bixio
- Décors : Arnaldo Foresti (it)
- Production : Angelo Besozzi
- Société de production : SAFIR Tiberia
- Pays de production :  Royaume d'Italie
- Langue originale : italien
- Format : Noir et blanc - 1,37:1 - Son mono - 35 mm
- Durée : 75 minutes
- Genre : giallo[3]
- Dates de sortie :
  - Royaume d'Italie : 28 septembre 1935 (visa délivré le 30 septembre 1935[4])

## Distribution
- Nino Besozzi : Franz, inspecteur de police
- Paolo Stoppa : Andry, assistant de l'inspecteur
- Olga Vittoria Gentili : directrice du pensionnat
- Mercedes Brignone : vice-directrice du collège
- Andreina Pagnani : Sonia, une élève
- Lilla Brignone : Maddy, une autre élève
- Vanna Vanni (sous le nom de « Vanna Pegna ») : Nisia
- Eva Magni : Diomira
- Enzo Gainotti : Simon Molar, le cuisinier
- Nini Dinelli : Vania
- Vevi Ferretti : Lausi
- Ugo Ceseri : professeur de chimie
- Nunzio Filogamo : professeur de danse
- Franco Coop : médecin
- Andrea Musi : Fritz
- Dina Romano : femme de ménage
- Pina De Angelis : pensionnaire
- Tatiana Pavoni : pensionnaire
- Zoe Incrocci : pensionnaire
- Silva Melandri : élève de l'internat
- Doris Duranti : collégienne
- Graziella Betti : collégiale
- Paola Vinci : collégiale
- Tino Bianchi : livreur